# Cariri (tiểu vùng)
Cariri là một tiểu vùng thuộc bang Ceará, Brasil. Tiều vùng này có diện tích 4116 km², dân số năm 2007 là 466470 người.